# جومورا (مسلسل)
جومورا (بالإيطالية: Gomorra)‏ هو مسلسل تلفزيوني إيطالي من صنف الجريمة والدراما من تأليف روبرتو سافيانو وبطولة ماركو ديمور، سلفاتوري اسبوزيتو وفورتوناتو تشيرلينو مقتبس من كتاب سافيانو الذي يحمل نفس الاسم جومورا. عرض الموسم الأول في 6 مايو 2014، على قناة Sky Atlantic الإيطالية، واستمر عرضه لمدة خمسة مواسم بإجمالي 58 حلقة حتى 17 ديسمبر 2021.

## روابط خارجية
جومورا (مسلسل) على موقع IMDb (الإنجليزية)
- جومورا (مسلسل) على موقع ميتاكريتيك (الإنجليزية)
- جومورا (مسلسل) على موقع روتن توميتوز (الإنجليزية)
- جومورا (مسلسل) على موقع نتفليكس (الإنجليزية)
- جومورا (مسلسل) على موقع فيلمافينيتي (الإسبانية)
- جومورا (مسلسل) على موقع كينوبويسك (الروسية)
- جومورا (مسلسل) على موقع ألو سيني (الفرنسية)
- جومورا (مسلسل) على موقع قاعدة بيانات الفيلم (الإنجليزية)